# Diario El Día (Bauwerk)

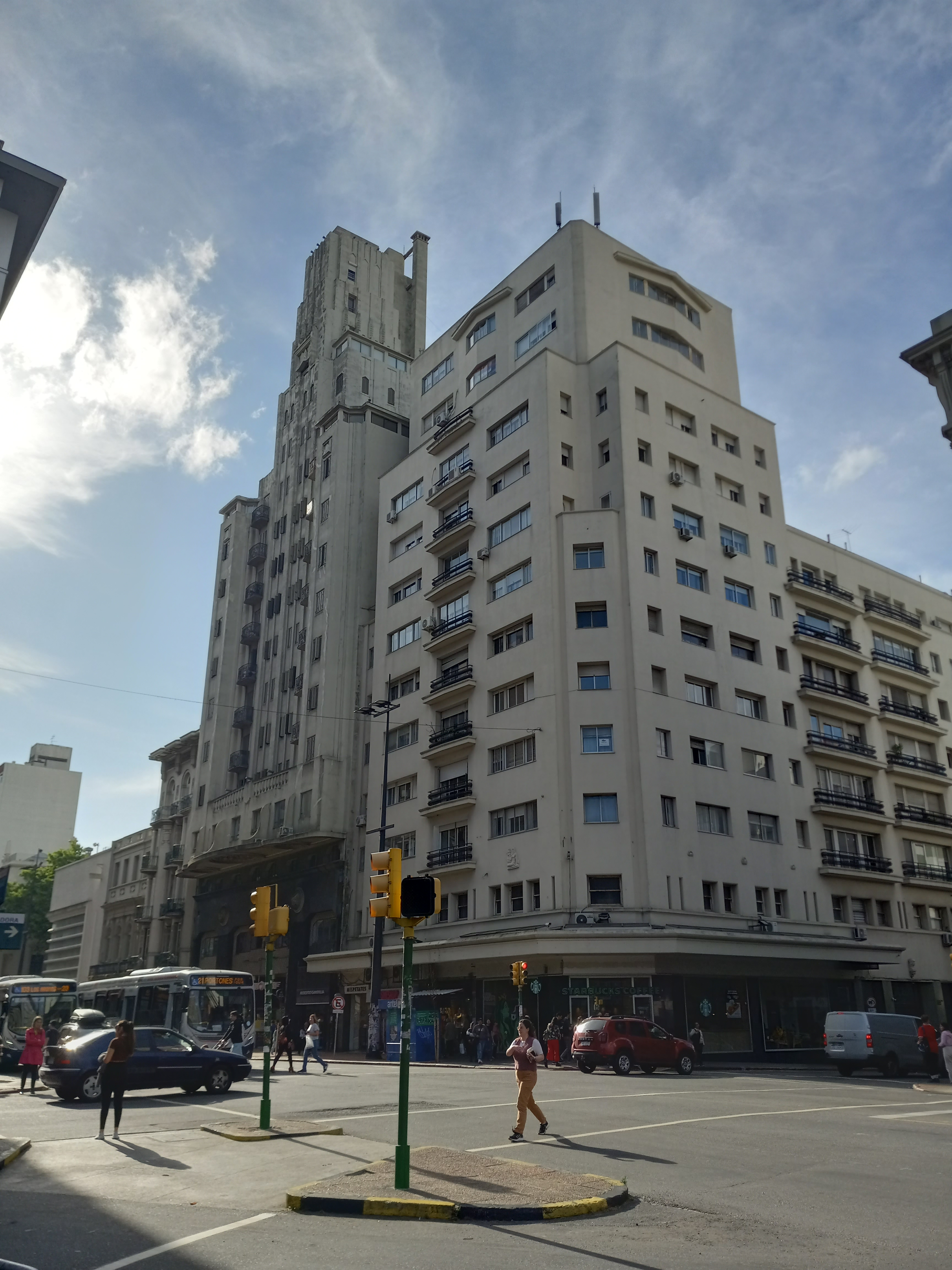
Diario El Día (2023)

Das Diario El Día, auch als Maroñas Entertainment bezeichnet, ist ein Bauwerk in der uruguayischen Landeshauptstadt Montevideo.
Das 1936 errichtete Gebäude befindet sich im Barrio Centro an der Avenida 18 de Julio 1299, Ecke Yaguarón. Für den Bau zeichnete Architekt Diego Noboa Courrás verantwortlich. Ursprünglich war hier die gleichnamige Tageszeitung El Día ansässig. Mittlerweile ist eine Einkaufspassage und ein Kasino untergebracht. 1996 wurden Erneuerungs- und Umbauarbeiten an der Einkaufspassage unter Leitung der Architekten A. Aneff, R. Di Bueno und J. Perello vorgenommen. 2003 schlossen sich solche am Kasino an, die Architekt M. Herrera Lussich verantwortete.
Seit 1995 ist das Gebäude als Bien de Interés Municipal klassifiziert.